# Pailitas
Pailitas – miasto w Kolumbii, w departamencie Cesar.